# Деяния святых апостолов
Дея́ния апо́столов (др.-греч. Πράξεις Ἀποστόλων, лат. Actus Apostolorum или Acta Apostolorum), полное название «Деяния святых апостолов» — книга Нового Завета, повествующая о событиях, происходивших вслед за евангельскими. Традиционно считается, что её автором является апостол от 70 Лука, автор третьего Евангелия. Повествовательная ткань автора не прерывается, Деяния начинаются с описания Вознесения, которым заканчивается Евангелие от Луки. Единство композиции подчёркивается начальной фразой Деяний: «Первую книгу написал я к тебе, Феофил…».
Повествует о сошествии Святого Духа на апостолов и о распространении через них Христианской Церкви. Особенно подробно в ней описываются деяния и чудеса святых апостолов Петра и Павла. Деяния — единственная книга Нового Завета, которая имеет характер исторической хроники. Среди других новозаветных книг она выделяется также необычайно широкой географией действия — от Иерусалима до Рима — и большим количеством действующих лиц, многие из которых безусловно историчны и упоминаются в других исторических источниках. В Деяниях названы по имени 32 местности, 54 города и 95 персоналий.

## Содержание
Основная тема книги — создание христианской церкви и её развитие в первые тридцать лет существования христианства после воскресения Иисуса Христа. Книга в смысловом плане делится на две части — в главах с 1 по 12 повествуется о создании Церкви и апостольской проповеди в Палестине, в главах с 13 по 28 идёт речь главным образом о миссионерских путешествиях апостола Павла по Малой Азии, Греции и восточному Средиземноморью.
Первая часть рассказывает о Вознесении, Пятидесятнице, создании Церкви и её расширении, первых гонениях. Особое внимание уделено первому христианскому мученику — диакону Стефану — и обращению Савла (Павла).
Вторая половина Деяний апостолов посвящена миссионерской деятельности апостола Павла. В 15-й главе подробно описан Апостольский собор в Иерусалиме, на котором были окончательно отвергнуты представления христиан из иудеев о необходимости обрезания христиан из язычников и соблюдения ими закона Моисеева (15:1—5).
Книга заканчивается прибытием апостола Павла в Рим.

### От Вознесения до Пятидесятницы
- Обращение к Феофилу (1:1)
- Вознесение Христа (1:2—14)
- Избрание апостола Матфия на место Иуды Искариота (1:15—26)
- Пятидесятница. Сошествие на апостолов Святого Духа (2:1—13)
- Проповедь апостола Петра (2:14—36)

### Жизнь первой общины. Первые гонения
- Образование первой христианской общины (2:37—47)
- Исцеление хромого (3:1—11)
- Вторая проповедь Петра (3:12—26)
- Первое гонение и свидетельство Петра перед старейшинами и книжниками (4:1—23)
- Молитва общины (4:24—31)
- Братская любовь первых христиан (4:32—37)
- Смерть обманщиков Анании и Сапфиры (5:1—11)
- Чудеса апостолов (5:12—16)
- Новое гонение. Созыв синедриона (5:17—33)
- Речь Гамалиила (5:34—39)
- Апостолы отпущены и продолжают проповедовать (5:40—42)
- Избрание первых диаконов (6:1—6)

### Смерть Стефана
- Обвинение диакона Стефана (6:7—15)
- Речь Стефана перед синедрионом (7:1—53)
  - Времена патриархов (7:1—19)
  - От Моисея до Соломона (7:20—50)
  - Смерть Праведника (7:51—53)
- Казнь Стефана (7:54—60)

### Расширение Церкви
- Великое гонение на христиан и участие в нём Савла (8:1—4)
- Благовестие Филиппа в Самарии (8:5—13)
- Проповедь в Самарии Петра и Иоанна. Попытка Симона-волхва купить духовные дары за деньги (8:14—25)
- Диакон Филипп обращает вельможу эфиопской царицы (8:26—40)

### Обращение Савла
- Обращение Савла на дороге в Дамаск. Савл ослеп (9:1—8)
- Анания из Дамаска исцеляет Савла (9:9—19)
- Савл начинает проповедовать Христа в Дамаске (9:20—22)
- Бегство из Дамаска, проповедь Савла в Иерусалиме и отъезд в Тарс (9:23—30)

### Первые обращения язычников. Дальнейшее расширение Церкви
- Чудеса Петра в Лидде и Иоппии. Исцеление Энея и воскрешение Тавифы (9:31—43)
- Видение Корнилия из Кесарии (10:1—8)
- Видение апостола Петра (10:9—20)
- Обращение Корнилия и первых язычников (10:21—48)
- Пётр оправдывает принятие язычников в Церковь (11:1—18)
- Варнава основывает общину в Антиохии и встречается с Савлом (11:19—30)

### Гибель Иакова и заключение Петра
- Убийство апостола Иакова и арест Петра (12:1—5)
- Чудесное избавление апостола Петра (12:6—18)
- Смерть Ирода Агриппы I (12:19—23)
- Варнава, Савл и Марк возвращаются в Антиохию (12:24, 25)

### Первое миссионерское путешествие Савла, принявшего имя Павел, и Варнавы
- Проповедь на Кипре, обращение проконсула Сергия Павла и ослепление Елимы (13:1—12)
- В Писидии (13:13—52) и Ликаонии: в Иконии (14:1—5), Листре (14:6—19) и Дервии (14:20—28)

### Апостольский собор в Иерусалиме
- Разногласия о соблюдении Моисеева обряда (15:1, 2)
- Споры и рассуждения на соборе (15:3—6)
- Речь Петра (15:7—12)
- Речь Иакова, брата Господня (15:13—21)
- Решение собора и информирование антиохийских братьев (15:22—34)

### Второе миссионерское путешествие Павла
- Варнава с Марком отплывает на Кипр, а Павел с Силой в Малую Азию (15:35—41)
- Путешествие через Малую Азию (16:1—8)
- Павел и Сила основывают первую европейскую общину в Филиппах, в Македонии (16:9—40)
- Проповедь в Фессалониках (17:1—9), в Верии (17:10—14) и в Афинах (17:15—34)
- Павел остаётся в Коринфе на полтора года (18:1—17)
- Через Ефес и Иерусалим Павел возвращается в Антиохию (18:18—22)

### Третье миссионерское путешествие Павла
- Аполлос проповедует в Ефесе (18:23—28)
- Павел прибывает в Ефес и живёт там два года (19:1—20)
- Мятеж против Павла серебряника Димитрия (19:21—40)
- Павел в Македонии (20:1—6), в Троаде (20:7—12) и в Милите (20:13—17)
- Прощальная речь Павла в Милите (20:18—38)
- Павел идёт в Иерусалим через Тир и Кесарию (21:1—16)

### Павел в узах
- Павел приходит к Иакову Праведному, брату Господню (21:17—25)
- Иудеи схватили Павла в храме (21:26—40)
- Защитная речь перед народом (22:1—23)
- Допрос тысяченачальника (22:24—30)
- Павел перед синедрионом (23:1—11)
- Заговор иудеев (23:12—23)
- Павел отправлен в Кесарию на суд правителя Феликса (23:24—35)
- Павел перед судом Феликса (24:1—27)
- Преемник Феликса Фест выслушивает Павла и решает отправить его в Рим на суд кесаря (25:1—12)
- Фест и царь Агриппа II (25:13—27)
- Павел перед царём Агриппой II (26:1—32)

### Путешествие в Рим
- Прибытие в Миры Ликийские (27:1—5)
- Отплытие в Италию. Буря (27:6—26)
- Кораблекрушение (27:27—44)
- На острове Мелит (28:1—10)
- Прибытие в Рим (28:11—16)
- Жизнь в Риме (28:17—31)

## Авторство и время создания
В первых же строках книги, обращённой к Феофилу, как и Евангелие от Луки, утверждается, что книга Деяний — продолжение этого Евангелия. Стиль и литературные особенности автора также однозначно свидетельствуют, что Деяния написаны автором Евангелия от Луки. Все древнейшие письменные источники единодушно подтверждают, что автором обеих книг был апостол из числа 70 Лука, упомянутый в Новом Завете в качестве спутника апостола Павла. В Послании к Колоссянам Павел называет его «Лука, врач возлюбленный» (Кол. 4:14), в Послании к Филимону апостол перечисляет Луку в числе «сотрудников» (Фил. 23:1), а во Втором послании к Тимофею говорит о том, что Лука оставался с ним во время римских уз (2Тим. 4:10). Впервые об авторстве Луки упомянуто в Мураториевом каноне (190 год). Об авторстве Луки пишут Ириней Лионский, Климент Александрийский, Евсевий Кесарийский, Тертуллиан, Ориген и другие.
Автор Деяний сам указывает, когда он начинает описывать события как очевидец, — в 16-й главе, и далее он употребляет при описании миссионерских путешествий апостола Павла местоимение «мы». Вполне вероятно, что он был обращён во время второго путешествия апостола и стал с того времени его верным спутником. События первой части Деяний, так же как и евангельские события, были описаны им со слов апостолов, с которыми он общался.
Некоторые исследователи подвергали сомнению авторство Луки на том основании, что Деяния не несут и следа знакомства автора с посланиями Павла (некоторые из них, а возможно, и все, написаны раньше Деяний), что странно для постоянного спутника Павла. Большинство современных библеистов, однако, придерживается традиционной версии об авторстве Луки.
Больше споров вызывает вопрос о времени создания Деяний.
Традиционная версия относит создание Деяний к 60-м годам I века. В пользу этой версии говорит множество аргументов:
- достаточно внезапный обрыв повествования на прибытии апостола Павла в Рим свидетельствует о том, что автор просто довёл изложение до современного ему момента. Первое пребывание апостола Павла в узах в Риме было в 61—63 годах;
- в книге нет упоминания о разрушении Иерусалима, случившегося в 70 году; крепость Антония упоминается как существующая;
- о создании Деяний в Риме в начале 60-х годов I века пишут и древние писатели, например, Иероним;
- Деяния сосредоточены на вопросах, которые были актуальны именно для Церкви 50—60-х годов — сосуществование в христианских общинах евреев и крещёных язычников, обязательность соблюдения Моисеева закона и т. д.;
- богословские термины Деяний характерны именно для ранней Церкви. Так, христиане именуются «учениками», термин «народ» употребляется в адрес евреев и т. д.;
- В Деяниях подчёркивается справедливое и беспристрастное отношение римских властей к христианам (суд над Павлом, мятеж Димитрия). После жестоких гонений на христиан при Нероне христианская литература описывала языческий Рим исключительно в чёрном свете. Так, в Откровении Иоанна Богослова, написанном в конце I века, языческий Рим представлен в образе «вавилонской блудницы», упоённой кровью святых.

Вторая версия датирует Деяния периодом 70—85 годов. Главным аргументом этой версии является датировка времени создания Евангелия от Луки концом 60-х или 70-ми годами, а поскольку Деяния были созданы позже, то время их написания относят к 70-м годам. Обрыв повествования на прибытии Павла в Рим сторонники этой датировки объясняют тем, что целью Луки было показать первоначальное развитие и распространение Церкви, а апостольская проповедь в столице империи логично завершает этот этап.
Третья версия, о более позднем создании Деяний (90-е годы или даже II век), принадлежит т. н. Тюбингенской школе и её основоположнику Х. Бауру, немецкому исследователю первой половины XIX века. Полностью отвергая традиционный подход, Баур датировал Деяния II веком и отказывал им в какой бы то ни было историчности. Подход тюбингенцев критиковался и отвергался крупными историками-библеистами А. фон Гарнаком, Э. Мейером и А. Викен-Хаузером.

## Персоналии книги и их судьба

### Апостолы и ученики
- Лука. Наиболее вероятный автор Деяний. По преданию, принял мученическую смерть в Беотии в 80-х годах I века. По другим данным, скончался своей смертью.
- Апостол Пётр. По преданию, казнён около 64 года в Риме в один день с апостолом Павлом.
- Апостол Павел (Савл). Его обращение и деятельность подробно описаны на страницах Деяний. Согласно церковному преданию, после прибытия в Рим был два года в узах, потом отпущен, однако позже вновь взят под стражу и казнён около 64 года в Риме в один день с апостолом Петром.
- Апостол Матфий — избрание описано на страницах Деяний. По преданию, проповедовал в Причерноморье, затем вернулся в Палестину и был замучен иудеями около 63 года.
- Иосия Варнава — обращён в Иерусалиме (4:36—37). Спутник Павла в первом путешествии. Затем проповедовал на Кипре, где и был убит, согласно преданиям, в 61 году.
- Диакон Стефан. Христианский первомученик. Смерть описана в 7 главе Деяний.
- Филипп — один из первых 7 диаконов. Фигурирует в нескольких эпизодах Деяний, в том числе в эпизоде с обращением эфиопского вельможи. Не следует путать его с апостолом Филиппом. Согласно традиции, затем стал епископом в одном из малоазийских городов.
- Корнилий. Римский сотник. Первый язычник, вошедший в Церковь. О его дальнейшей судьбе практически ничего не известно, по одному из преданий, он был епископом в Кесарии.
- Иоанн Марк. Автор второго Евангелия. По преданию, проповедовал в Египте, где и был убит в 68 году.
- Сила. Участвовал в Иерусалимском соборе. Спутник Павла во втором путешествии. Как видно из посланий Петра и Павла, помогал записывать некоторые из них. О дальнейшей судьбе практически ничего не известно.
- Тимофей. Обращён Павлом в Ликаонии. Спутник апостола в путешествиях. По преданию, был поставлен Павлом епископом в Ефесе. Ему обращены 1-е и 2-е послания к Тимофею, входящие в состав Нового Завета. Погиб около 80 года.
- Акила и Прискилла. Обращённые иудеи, у которых Павел жил в Коринфе. Сопровождали Павла в Ефес. Упомянутая в посланиях апостола Павла Приска единодушно идентифицируется комментаторами с Прискиллой.
- Аполлос. Иудей из Александрии, который был наставлен в христианстве в Эфесе Акилой и Прискиллой. Проповедовал в Коринфе. Дальнейшая судьба неизвестна.

В большинстве случаев сведения о дальнейшей жизни апостолов и учеников приводятся только в церковном предании.

### Прочие
- Ирод Агриппа I — царь Иудеи. Убийца апостола Иакова Зеведеева. Умер на пиру около 44 года. Смерть Ирода описана в 12 главе Деяний и представлена как Божья кара за совершённые им преступления.
- Гамалиил — фарисей, член синедриона, выступивший в защиту апостолов (Деяния 5:34—39). Учитель апостола Павла до обращения апостола в христианство. Был последователем Гиллеля. Очень высоко ценится в еврейской традиции. Согласно Мишне, «после смерти раббана Гамалиила уважение к Торе прекратилось». Несмотря на очевидную из Деяний симпатию к христианам, сведения об обращении в христианство самого Гамалиила носят характер легенды.
- Юний Анней Галлион — римский сенатор, проконсул Ахайи, отказавшийся судить апостола Павла в Коринфе (Деяния 18:12—17). Старший брат знаменитого философа Сенеки. Как и брат, покончил жизнь самоубийством в 65 году по приказу Нерона.
- Правитель Феликс — римский прокуратор Иудеи в 52—60 годах. Судил апостола Павла (Деяния 23—24). В 60 году был смещён, прокуратором стал Порций Фест. Дата смерти неизвестна.
- Правитель Порций Фест — римский прокуратор Иудеи в 60—62 годах. Именно он принял решение об отправке апостола Павла в Рим на суд кесаря. Дата смерти неизвестна.
- Агриппа II — сын Ирода Агриппы I, царь Иудеи. Последний из иудейских царей, воспитанный, однако, в римском духе. На страницах Деяний фигурирует в 25 и 26 главах. Во время Иудейской войны поддерживал римлян против своего же народа. Умер в 93 году.
- Первосвященник Анания. Был первосвященником в период с 47 по 59 год. Допрашивал апостола Павла в 23 главе Деяний. Упомянут у Иосифа Флавия. Был сторонником римлян, растерзан толпой в начале Иудейской войны около 66 года.

## География
- Иерусалим. Крупнейший город и столица Иудеи. Город, где был распят Иисус Христос. Там же было сошествие Святого Духа на апостолов, была создана первая христианская община, а также происходят все события первых глав Деяний.
- Дамаск — один из древнейших городов мира, в городе существовала ранняя христианская община, судя по истории обращения Савла, описанной в Деяниях. Ныне — столица Сирии.

- Кесария. Город построен около 13 года до н. э. Иродом Великим на морском побережье. В I веке н. э. был официальной резиденцией римских прокураторов. Именно там произошло первое обращение язычников в христианство (апостол Пётр и сотник Корнилий — 10 глава Деяний). Во время третьего путешествия апостола Павла в Кесарии уже была большая христианская община, как видно из Деяний. В Кесарию же был увезён римлянами апостол Павел для спасения его от заговора иудеев. Там апостол прожил несколько лет при правителях Феликсе и Фесте. Город был разрушен в ходе войн крестоносцев с мусульманами. До наших дней сохранились руины.
- Иоппия, ныне Яффа. Приморский город, один из главных портов Древнего Израиля. В Иоппии апостол Пётр, согласно Деяниям воскресил Тавифу (9), из Иоппии Пётр был призван сотником Корнилием.
- Антиохия. Один из крупнейших городов Римской империи. Крупнейший центр христианства апостольских времён. Община в Антиохии была основана Павлом и Варнавой. По свидетельству Деяний (11,26), именно в Антиохии ученики первый раз начали называться христианами. Из Антиохии начинались три миссионерских путешествия Павла. В ходе истории город постепенно потерял своё значение. Ныне небольшой турецкий город Антакья.
- Тарс. Древний город в провинции Киликия. Ныне город Тарсус в турецкой провинции Мерсин. Родина апостола Павла.
- Паф. Город на западном побережье Кипра. Посещён Павлом и Варнавой во время первого путешествия. Существует и ныне.
- Памфилия. Историческая область и римская провинция в Малой Азии. Павел и Варнава были в ходе первого путешествия в столице провинции — городе Пергия. От Пергии в наше время остались руины, расположенные в 15 км от Антальи.
- Писидия. Римская провинция в Малой Азии, к северу от Памфилии. Павел и Варнава проповедовали в городе Антиохия Писидийская, руины которой были раскопаны в XIX—XX веках.
- Ликаония. Историческая область в центральной части Малой Азии. Павел и Варнава проповедовали в ликаонских городах Иконии (ныне город Конья), Листре и Дервии (сохранились руины), Павел с Силой вновь посетили Ликаонию в ходе второго путешествия. Местным уроженцем был Тимофей.
- Мисия. Историческая область на северо-западе Малой Азии. Крупный город Мисии Александрию Троадскую, называемую в Деяниях просто Троадой, Павел посещал в ходе второго и третьего путешествий.
- Филиппы. Город в Македонии, основанный Филиппом II, в котором Павел основал первую в Европе христианскую общину. К ней обращено Послание к Филиппийцам. Руины города раскопаны, расположены недалеко от современного греческого города Кавала.
- Фессалоника (Фессалоники, современное Салоники). Местная община основана Павлом вслед за филиппийской. К местным христианам направлены Первое и Второе послания апостола Павла к Фессалоникийцам. Ныне — второй по величине город Греции, Салоники.
- Верия. Древнегреческий город неподалёку от Салоник. Существует и поныне.
- Афины. С древних времён и до наших дней важнейший и крупнейший город Греции. Единственный город Греции, где проповедь Павла не имела большого успеха, хотя несколько человек из Афин всё же были им обращены в ходе второго путешествия.
- Коринф. Греческий город на Коринфском перешейке. Павел жил и учил там полтора года у Акилы и Прискиллы. К местной общине направлены Первое и Второе послания к Коринфянам.

- Ефес (Эфес). Важнейший город Малой Азии, центр почитания богини Артемиды. Ефес был посещён Павлом в ходе второго путешествия, а в ходе третьего Павел сделал этот город центром своей миссионерской деятельности. В Эфесе случился мятеж Димитрия против Павла. Общине обращено Послание к Ефесянам. Руины города ныне раскопаны археологами.
- Милит (Милет). Старинный малоазийский город в области Кария. Павел посетил его в ходе третьего путешествия и произнёс там речь, где предсказал свои страдания.
- Тир. Старинный финикийский город. Неоднократно (вместе с Сидоном) упоминается в Евангелиях. Павел был там на пути в Иерусалим в конце третьего путешествия. Ныне небольшой ливанский город.
- Миры Ликийские (Мира). Прибрежный город в исторической малоазийской провинции Ликия. Апостол Павел в числе других узников был там пересажен на корабль, идущий в Италию. Город известен в связи с именем св. Николая Мирликийского, бывшего там епископом. Руины города раскопаны и расположены недалеко от современного турецкого города Демре.
- Ласея. Город на Крите. В месте близ Ласеи под названием Хорошие Пристани корабль с апостолом Павлом на борту пристал перед роковым переходом, закончившимся крушением.
- Мелит. Остров, на который был выброшен корабль. Современными библеистами общепринята идентификация Мелита с Мальтой[6]. Первая попытка идентификации этого острова была предпринята императором Константином Багрянородным в X в. Тогда было решено, что это небольшой остров Меления, сегодняшний Млет, возле берегов Хорватии. Также существует версия идентифицирующая Мелит с греческим островом Кефалония[7][8][9].
- Рим. Столица и крупнейший город Империи. Павел неоднократно в видениях, о которых сообщают Деяния, призывался идти проповедовать в этот город. На прибытии апостола в Рим заканчивается текст Деяний. Местной общине обращено послание Павла к Римлянам. В Риме в 67 году приняли мученическую смерть апостолы Пётр и Павел.

## Богослужение
Сомнений в каноничности Деяний в ранней Церкви практически не было, с первых веков христианства Деяния использовались в христианском богослужении. В современной богослужебной практике православия и католичества Деяния входят в состав «Апостола», богослужебной книги, содержащей, кроме Деяний, апостольские послания. «Апостол» читается во время Литургии. В православии «Апостол» читается, как правило, специальным чтецом или реже диаконом, однако священник вправе благословить на чтение Апостола и любого мирянина. В католической церкви чтение «Апостола» называется вторым чтением Литургии Слова (после ветхозаветного и перед евангельским). Протестантские церкви также читают на богослужениях Деяния апостолов, наряду с другими частями Нового Завета.

## Богословие
В богословии Деяний выделяется несколько центральных моментов. Главные — это апология смерти и воскресения Иисуса Христа и доказательство того, что мессия, о котором говорится в Священном Писании, есть Иисус из Назарета.
Богословский язык Деяний обладает определённым своеобразием. В качестве основного эпитета Христа используется слово «Господь» (κύριος), которое встречается в Деяниях в приложении к Иисусу 47 раз и призвано подтвердить Его божественность. Обычные для других книг Нового Завета выражения «Сын Божий», «Сын человеческий» и «Спаситель» используются редко.
Важную роль в богословии Деяний играют термины «слово», «сила» и «имя», укоренённые в ветхозаветной традиции. Слово Божие в Деяниях «растёт», «распространяется» и «возрастает»; «имя Господне» призывается, спасает и исцеляет. Те, кто творят чудеса, обладают «силой» (апостол Пётр, Стефан Первомученик, апостол Филипп).
Исключительно важное значение в Деяниях по сравнению с другими книгами Нового Завета придаётся роли Святого Духа. Всего Святой Дух упомянут в книге 56 раз, он представлен силой, которая объединяет и ведёт Церковь. Святой Дух вещает через пророков, нисходит на апостолов в день Пятидесятницы и на верующих после крещения, помогает в принятии решений и даже непосредственно указывает апостолам маршрут миссионерских путешествий.
Ряд исследователей уделяет особое внимание различиям и противоречиям в богословии апостола Павла, известном нам из Деяний, и богословии его посланий. Так, например, в 16 главе Деяния сообщают о том, что Павел выполнил обрезание над Тимофеем «ради Иудеев, находившихся в тех местах», в то время как в Первом послании к Коринфянам апостол прямо призывает: «Призван ли кто необрезанным, не обрезывайся» (1Кор. 7:18, 19). Многие современные исследователи считают, что появление некоторых из таких различий вызвано преломлением богословия апостола Павла в Деяниях через призму изложения Луки, главной целью которого было написание не богословского трактата, а истории ранней церкви.

## Исследования